# Trest smrti v Togu
Trest smrti v Togu byl zrušen v roce 2009. Poslední poprava byla v zemi vykonána v roce 1978. Proto bylo Togo před oficiálním zrušením trestu smrti označováno za abolicionistu v praxi. Dne 14. září 2016 přistoupilo Togo k Druhému opčnímu protokolu Mezinárodního paktu o občanských a politických právech. Během hlasování o rezoluci OSN na moratorium na trest smrti hlasovalo Togo v roce 2020 v její prospěch.